# Rebel Rebel
"Rebel Rebel" é uma canção de David Bowie, lançada em 1974 como um single do álbum Diamond Dogs. Citada como sua obra mais regravada por outros artistas, a faixa é vista como a verdadeira despedida de Bowie ao movimento do glam rock, do qual fora pioneiro. A faixa é considerada uma canção protopunk.

## Música e letra
Originalmente escrito para um musical cancelado de Ziggy Stardust no final de 1973, "Rebel Rebel" foi o último single de Bowie no estilo glam rock que tinha sido sua marca registrada.  Foi também seu primeiro single desde 1969 sem a participação do guitarrista Mick Ronson, sendo o próprio Bowie o guitarrista nessa e em quase todas as outras faixas de Diamond Dogs, produzindo o que os críticos do NME Roy Carr e Charles Shaar Murray chamaram de "um ruído de balanço sujo que devia tanto a Keith Richards como ao partido Ronno."
A música é notável pela sua letra sobre sexualidade ambígua ("Você tem sua mãe em um turbilhão / Ela não tem certeza se você é um menino ou uma menina"), bem como por seu riff característico, que o jornalista musical Kris Needs descreveu como "uma canção grudenta como "Satisfaction", dos Stones". O próprio Bowie se disse mais tarde: "É um riff fabuloso! Simplesmente fabuloso! Quando eu tropecei nele, foi 'Oh, obrigado!'"

## Faixas
1. "Rebel Rebel" (Bowie) - 4:30
2. "Queen Bitch" (Bowie) – 3:13

O Lado B das versões americana e canadense é "Lady Grinning Soul".

## Versões ao vivo
- Uma versão ao vivo da turnê de 1974 foi lançado em David Live.  Esta versão também foi emitido no holandês lançamento Rock Concert. Outra gravação ao vivo da turnê de 1974 foi lançada no álbum semi-legal Um retrato em carne.
- A nova versão do "Rebel Rebel" de 2003 foi realizada ao vivo na A Reality Tour DVD. Isto foi usado como peça de abertura para o volume de A Reality Tour.

## Versões cover
- Bryan Adams - Live gravação em The Secret Show (1993)
- Bay City Rollers - É um Jogo (1977)
- Shawn Cassidy - Wasp (1980)
- Dead or Alive - Nukleopatra (1995)
- Def Leppard em 2002
- Rick Derringer - Live in Cleveland Promo (1976)
- The Diamonds - Million Copie Hit músicas que ficaram famosas por Elton John e David Bowie
- Double You - The Blue Album (1994)
- Duran Duran - Live Recording
- The Imposters Grande - Dólar em Drag: A Tribute to David Bowie
- Internacional Chrysis - Single (1994)
- Joan Jett & The Blackhearts - Flashback (1993)
- Rickie Lee Jones - 'Traffic From Paradise (1993)
- Seu Jorge - versão em Português para o filme The Life Aquatic with Steve Zissou (2004)
- Magnus Uggla
- Medi eo Show Medicina - BowieMania: Mania, coleção une obsessionelle de Beatrice Ardisson (2007)
- The Mike Flowers Pops
- Niels - versão sueca chamada "Punkjävel" ( "Punk Devil")
- Iggy Pop e Lenny Kravitz cantou a música ao vivo no VH-1 Fashion Awards 1998.  O vídeo de "The Jean Genie" foi usada como pano de fundo para o desempenho.
- O Rockridge Sintetizador Orchestra - Plays David Bowie Classic Trax
- Sigue Sigue Sputnik - a primeira geração (1990) e David Bowie Songbook e Starman: versões raras e exclusivas de David Bowie 18 Classic Songs, prémio de CD a partir de março de 2008 da revista Uncut.
- Slant 6 - Single
- O Dykeenies
- The Smashing Pumpkins - Live in Spectrum, Oslo, Noruega, 4/12/96
- Twilight Clone - Ashes to Ashes: A Tribute to David Bowie (1998)
- Kyosuke Himuro - Live in Tokyo Dome (1989)
- Kenichi Asai (2006)
- Terminal Bliss - .2 Contaminação: A Tribute to David Bowie (2006)
- Fãs do Manchester United FC cantaram um cântico ao som de "Rebel Rebel" chamado "Neville Neville 'em honra dos defensores Gary e Phil.
- Unknown Hinson - Live in Atlanta, Geórgia (2009)

## Bandslam
No filme Bandslam, "Rebel Rebel" é a música de abertura do filme, sendo que o personagem principal da história, Wll Burton, é grande fã de David Bowie.